# Rhodiola ishidae
Rhodiola ishidae là một loài thực vật có hoa trong họ Crassulaceae. Loài này được HARA miêu tả khoa học đầu tiên.